# Ennearthron
Ennearthron is een geslacht van kevers in de familie houtzwamkevers (Ciidae).

## Soorten
- E. abeillei Caillol, 1914
- E. amamense Miyatake, 1959
- E. aurisquamosum Lawrence, 1971
- E. cornutum (Gyllenhal, 1827)
- E. chujoi Nakane & Nobuchi, 1955
- E. filum (Abeille de Perrin, 1874)
- E. hayashii Nobuchi, 1955
- E. ishiharai Miyatake, 1954
- E. mohrii Miyatake, 1954
- E. mussauense Chûjô, 1966
- E. ondreji Roubal, 1919
- E. palmi Lohse, 1966
- E. pruinosulus (Perris, 1864)
- E. pulchellum Scott, 1926
- E. reichei Abeille de Perrin, 1874
- E. reitteri (Flach, 1882)
- E. robusticorne Kawanabe, 1996
- E. spenceri (Hatch, 1962)
- E. victori Lopes-Andrade & Zacaro, 2003